# Radosław Murawski
Radosław Murawski, né le 22 avril 1994 à Gliwice, est un footballeur polonais évoluant au poste de milieu de terrain au Lech Poznan.

## Biographie

### En club
Avec le club du Piast Gliwice, il joue 125 matchs en première division polonaise, inscrivant quatre buts. Il joue également trois matchs en Ligue Europa.
Murawski s'engage pour trois saisons à l'US Palerme le 24 juillet 2017. Il quitte Palerme à la suite de la liquidation judiciaire du club et sa rétrogradation en Serie D en juillet 2019.
Le 30 juillet 2019, Murawski signe au club turc du Denizlispor, fraîchement promu dans l'élite turque.
Il est titulaire pour son premier match de Süper Lig le 16 août 2019 lors d'un succès surprise 2-0 contre le Galatasaray SK. Le 21 septembre 2019, Murawski ouvre son compteur en championnat et permet au Denizlispor d'obtenir un nul 1-1 face au Kayserispor.

### En équipe nationale
Avec les espoirs, il participe au championnat d'Europe espoirs en 2017. Lors de cette compétition, il ne joue qu'un seul match, contre l'Angleterre.

## Palmarès
Piast Gliwice
- Champion de Pologne de D2 en 2012